# Lampredotto

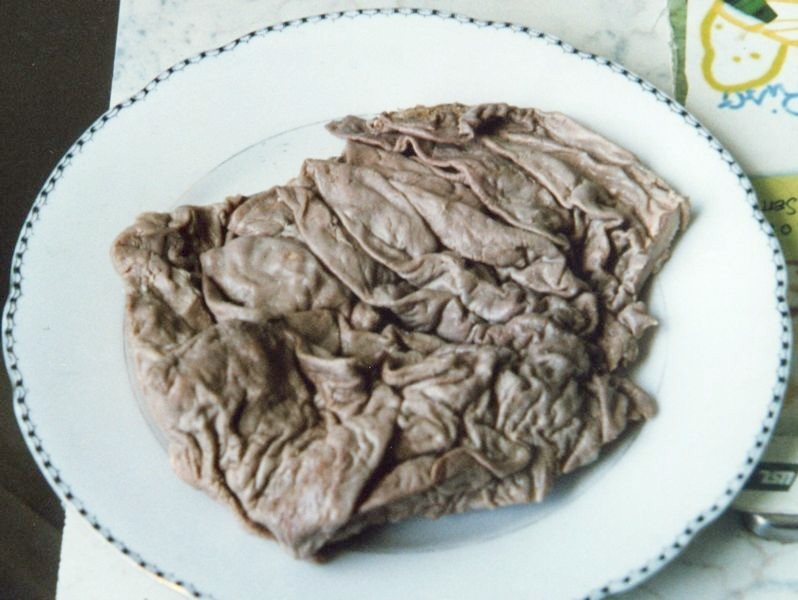
Plato con un lampredotto.

El lampredotto es un plato regional típico de la ciudad italiana de Florencia (Toscana) cuyo ingrediente principal es el cuarto estómago del vacuno (abomaso o cuajar). La manera más común de servirlo es en forma de bocadillo (sándwich) denominado "panino con il lampredotto", aunque es posible también comerlo en un plato y con cubiertos.
- Datos: Q613717
- Multimedia: Lampredotto / Q613717